# Паром
Паро́м — плавсредство для переправы транспортных средств по воде или для переправы людей через реку.

## История и классификация
Паромы по своей функции сходны с мостами. Впрочем, некоторые морские паромы курсируют вдоль берега, беря на себя таким образом функцию грузопассажирских лайнеров. Путешествие на таком пароме длится дольше, чем на наземном транспорте, однако для путешественников-автомобилистов большим преимуществом является возможность взять с собой легковой автомобиль. К тому же иногда такие паромы помогают избежать формальностей, связанных с транзитом через территорию третьих стран (например паром Калининград — Санкт-Петербург).
В некоторых странах, например в Нидерландах, эксплуатацию паромов осуществляет служба автомобильных дорог. Паромы через реки часто бесплатны (но перевозка автомобилей и крупных грузов платная). Например, бесплатным является нью-йоркский паром Манхэттен — Статен-Айленд, пользующийся особой популярностью у туристов, желающих посмотреть с водной глади на Статую Свободы и на вид нью-йоркского центра.
В Венеции паром (итал. traghetto) — коллективная гондола, используемая для перевозки стоящих пассажиров через Гранд-канал в нескольких точках.
В роли паромов часто выступают суда, однако иногда паромами являются и другие плавсредства, например, понтоны. Впрочем, с формальной точки зрения, при таком использовании они сами становятся судами, так как приобретают транспортную функцию.
Самый простой паром — обыкновенная лодка. Соединив несколько лодок вместе и установив сверху платформу, получают простейший паром для перевозки транспортных средств. Таким же образом делают примитивные паромы из бочек и тому подобного. Также паромом может служить плот.
На Волге и Дону до строительства первых постоянных мостов для переправы грузов и экипажей использовались большие плоскодонные лодки — завозни.
По месту применения различают речные, озёрные, морские паромы. По типу груза — железнодорожный, автомобильный, пассажирский, грузо-пассажирский паромы.

## Несамоходные и самоходные паромы
Паромы бывают самоходными и несамоходными.
Самоходные паромы приводятся в движение собственным двигателем и движителем и никак не связаны с берегом (в отличие от паромов канатных).
К несамоходным паромам относятся канатные паромы. Существует два основных типа таких паромов:
- Самый распространённый — паро́м, перемещающийся вдоль троса (или цепи), протянутого между двумя берегами водной преграды. В качестве источника энергии используется двигатель внутреннего сгорания, электродвигатель или (на небольших паромах) мускульная сила человека. Существуют небольшие канатные паромы самообслуживания. Иногда для пользования ими взимается плата: пассажир не сможет отчалить до тех пор, пока не кинет в щель монету (принцип торговых автоматов). В случае использования электродвигателя паром получает электроэнергию с берега: над рекой натягивается несущий трос, по нему на скользящих кольцах подвешивается собирающийся «змейкой» электрический кабель (подобно оконной занавеске).
- Паромы другого, более редкого, типа (т. н. реакционный паром) в качестве источника энергии используют силу течения реки. В таком случае канат закрепляется одним концом посередине реки (например, заякоривается), другим — на пароме. Располагая паром при помощи руля под определённым углом к течению реки, паромщик проводит своё судно с одного берега на другой (паром перемещается от одного берега к другому подобно маятнику).

## Паром как судно
Для перевозки пассажиров и велосипедистов могут быть использованы небольшие суда, не строившиеся специально в качестве парома. Для перевозки автомобилей паром должен быть оборудован достаточно большой палубой и въездной аппарелью. Паромы для коротких дистанций имеют обычно две такие аппарели (таким образом, их не надо разворачивать) и могут с одинаковой скоростью давать ход в обе сто́роны (то есть, у них нет разницы между  носом и кормой). У таких паромов ходовая рубка обычно расположена в виде мостика над автомобильной палубой, что придаёт им специфический, легко узнаваемый вид.
Более крупные паромы больше похожи на обычные суда, с чётко выраженными носом и кормой: если плавание занимает несколько часов, то время, затраченное на разворот, не имеет особого значения. К тому же такая форма лучше отвечает требованиям мореходности. Крупные паромы имеют несколько автомобильных палуб. В качестве примера можно посмотреть технические характеристики и описание парома Viking XPRS.

## Железнодорожные паромы
Существуют железнодорожные паромы, специально оборудованные для перевозки вагонов. Погрузка осуществляется через кормовые ворота или кормовую аппарель. Вагоны заезжают на судно по специальному мосту, который перед началом грузовых операций стыкуется с паромом. На борту некоторых железнодорожных паромов (напр. «Балтийск») имеется грузовой лифт для перемещения вагонов с палубы на палубу, а также электрические локомотивы и железнодорожные стрелки для перемещения вагонов в пределах одной палубы. Другие железнодорожные паромы (класса Mukran) принимают вагоны на две палубы напрямую с берегового терминала, при условии, если береговой мост имеет два яруса, как на железнодорожных терминалах в Заснице или в Клайпеде.
Первым специально разработанным судном для перевозки железнодорожных вагонов стал паром под названием «Leviathan», построенный в 1849 году. Он начал рейсы через Ферт-оф-Форт 3 февраля 1850 года, когда начала́ работать железная дорога между Эдинбургом и Бернтайлендом. Эта паромная переправа была введена в эксплуатацию как временная, пока не будет построен железнодорожный мост, однако он так и не был сооружен до 1890 года.

## Серии советских паромов
- Гусенично-самоходный паром
- Паромы «Волга»
- Паромы «Сахалин»
- Паромы «Дагестан»

## Некоторые паромные переправы
- Паромная переправа Ванино — Холмск
- Керченская паромная переправа
- Новороссийск — Керчь
- Новороссийск — Феодосия
- Паромная переправа Баку — Туркменбаши
- Водный транспорт Владивостока
- Stena Line (одна из крупнейших судоходных компаний в мире, оказывающая грузовые и пассажирские паромные перевозки)
- Паромная переправа Балтийск-Усть-Луга